# Euthyroid-Sick-Syndrom
Unter einem Euthyroid-Sick-Syndrom (ESS), (Synonyme: Non-thyroidal illness syndrome [NTIS], Non-thyroidal illness (NTI), Niedrig-T3-Syndrom, Low-T3-syndrome, Thyroid allostasis in critical illness, tumours, uremia and starvation [TACITUS-Syndrom] ) versteht man Veränderungen im Schilddrüsenhormonstoffwechsel, ohne dass eine Erkrankung oder Funktionsstörung der Schilddrüse vorliegt. Diese reaktive Antwort kann
- von allostatischen Reaktionen des Hypothalamus-Hypophysen-Schilddrüsen-Regelkreises,
- von dyshomöostatischen Veränderungen,
- von medikamentösen Interferenzen und
- von gestörten Assay-Charakteristiken bei kritischer Erkrankung herrühren.

Der klassische Phänotyp wird bei klinisch euthyreoten Patienten, Versuchspersonen oder Tieren, die hungern, Winterschlaf halten oder an schweren, nichtschilddrüsenbedingten Allgemeinerkrankungen leiden, beobachtet. Dazu gehören unter anderem Leberzirrhose, Herzinsuffizienz, Herzinfarkt, ein Bypass im Rahmen einer koronaren Herzkrankheit, chronische Niereninsuffizienz, diabetische Ketoazidose, Hypothermie, Anorexia nervosa, Verbrennungen, Polytraumata und Sepsis. Jedes Trauma, Operationen, spezielle Ernährungsgewohnheiten – wie beispielsweise Fehl- und Mangelernährung oder Fasten – können innerhalb von Stunden Veränderungen der homöostatisch geregelten Schilddrüsenfunktion bewirken und zu pathologischen Befunden führen, die als Non-thyroidal Illness (NTI) oder Euthyroid-Sick-Syndrom (ESS) bezeichnet werden. Die Störungen des klassischen Euthyroid-Sick-Syndroms umfassen eine erniedrigte Konzentration des Schilddrüsenhormons T3 (Low-T3-Syndrom), eine erhöhte reverse-T3-Konzentration, und in der Regel normale TSH- und FT4-Konzentrationen. Bei sehr schweren Verläufen findet sich aber auch ein reduzierter Sollwert des Regelkreises mit niedrigen TSH- und FT4-Konzentrationen. Dieses Muster rührt von Veränderungen im peripheren Transport und Stoffwechsel der Schilddrüsenhormone, insbesondere hinsichtlich der Dejodierung, in der Regulation der TSH und in manchen Fällen der Schilddrüsenfunktion selbst her. Das klassische Muster stellt die Antwort des thyreotopen Regelkreises auf eine allostatische Last vom Typen 1 dar.
Ein alternativer Phänotyp mit einem weitgehend inversen hormonellen Muster kann bei bestimmten physiologischen und pathologischen Situationen wie Schwangerschaft, Adipositas, Ausdauertraining und bei manchen psychiatrischen Erkrankungen auftreten. Er ist typischerweise durch ein High-T3-Syndrom, eine gesteigerte Plasmaproteinbindung von Schilddrüsenhormonen und einen erhöhten Sollwert des Regelkreises gekennzeichnet und resultiert aus einer allostatischen Last vom Typen 2.

## Diagnostik
Die Interpretation dieser pathologischen Werte beim Euthyroid-Sick-Syndrom ist erschwert durch verschiedene Arzneistoffe, die erstens die Biotransformation von peripherem T4 in T3 vermindern, z. B. iodhaltige Röntgenkontrastmittel, Propranolol und Amiodaron, und zweitens Medikamente wie Dopamin und Corticosteroide, die die hypophysäre Sekretion von TSH hemmen, resultierend in erniedrigten TSH-Spiegeln und daraus folgend abnehmender thyreoidaler T4-Sekretion. Dadurch kann insbesondere in der Frühphase der kritischen Erkrankung die Differentialdiagnose gegenüber der latenten Hyperthyreose erschwert sein.

## Pathophysiologie
Neben einem Konzentrationsabfall von Thyroxin (T4) und Triiodthyronin (T3) im Serum kann infolge einer „Step-Down“-Dejodierung von T4 eine Erhöhung des stoffwechselinaktiven reversen T3 (rT3 = reverses Triiodthyronin) beobachtet werden. Mehrere Studien haben darüber hinaus eine erhöhte 3,5-T2-Konzentration beobachtet.
Wahrscheinlich durch direkte Effekte im Hypothalamus, möglicherweise aber auch über eine negative Rückkoppelung in Folge der erhöhten 3,5-T2-Konzentration, kommt es zur weiteren Verringerung der Freisetzung von Schilddrüsenhormonen, da an der Hypophyse die Ausschüttung des thyreoidea-stimulierenden Hormons (Thyreotropin, TSH) und im Hypothalamus diejenige von Thyreoliberin (Thyreotropin Releasing Hormon (TRH)) supprimiert wird. Als ursächlich für den direkten Effekt werden proinflammatorische Zytokine, Glucocorticoide und Stoffwechselmetaboliten diskutiert.

## Klinische Konsequenzen
Das Euthyroid-Sick-Syndrom könnte einen Schutzmechanismus darstellen, durch den autoaggressive immunologische und metabolische Reaktionen gebremst werden sollen sowie der Energie- und Sauerstoffverbrauch des kritisch kranken Organismus reduziert wird. Verschiedentlich wird aber auch die Hypothese vertreten, dass es sich beim Non-Thyroidal-Illness-Syndrom um eine zentrale Hypothyreose handele, die behandlungsbedürftig sei.
Möglicherweise sind die widersprüchlichen Studienergebnisse darin begründet, dass zu heterogene Kollektive verglichen wurden.